# Penitenziario di Blackgate
Il penitenziario di Blackgate è una prigione immaginaria raffigurata nell'Universo DC che si trova su una piccola isola nella baia di Gotham City. In Batman: Il lungo Halloween viene detto che il penitenziario fu preceduto dal penitenziario di Stato di Gotham, che comparve spesso nei fumetti pre-Crisis.

## Storia
Il penitenziario di Blackgate era originariamente conosciuto come la prigione di Gotham, quindi più tardi come penitenziario di Stato di Gotham. Venne, successivamente, rinominato ufficialmente in "prigione Blackgate". Alla fine degli anni '80, la prigione Blackgate fu condannata da Amnesty International e venne chiusa. Quando infine la prigione riaprì, fu ufficialmente conosciuta come "penitenziario di Blackgate".
Diversamente dal manicomio di Arkham, Blackgate è il luogo in cui i criminali non mentalmente instabili come il Pinguino, Catwoman, Catman, David Cain, Monsoon, Ernie Chubb, KGBeast e vari scagnozzi, mafiosi, e boss della mafia vengono incarcerati quando sono arrestati. Il Joker, Due Facce, Clayface II (Matt Hagen), il Ventriloquo, Victor Zsasz, Firefly, l'Uomo Calendario e Rupert Thorne sono i soli criminali che siano stati sia al manicomio di Arkham che al penitenziario di Blackgate.
Ci sono dei casi in cui gli ospiti del manicomio di Arkham furono temporaneamente trasferiti al penitenziario di Blackgate, come quando Bane distrusse l'originale edificio del manicomio in Batman n. 491. Tutti gli ospiti del Manicomio restarono nel Penitenziario finché il nuovo manicomio non riaprì in Batman n. 521. Nel videogioco Batman: Arkham Asylum, invece, accade il contrario: è infatti lo stesso Penitenziario a venire distrutto (Da Joker) e i suoi detenuti vengono ospitati al Manicomio.

## Il penitenziario nei media

### Televisione
- Nella serie animata, la prigione è chiamata penitenziario Stonegate. Fu creato come progetto di Bruce Wayne e Harvey Dent per costruire una Gotham migliore e più sicura. Rispetto al Manicomio di Arkham, Stonegate è destinata a criminali "mentalmente stabili" come il Pinguino, Mr. Freeze, Poison Ivy (più tardi riconosciuta come non mentalmente sana e trasferita ad Arkham), Re degli Orologi, Rupert Thorne, Roland Daggett e Baby Doll, che furono condannati ad un periodo di detenzione a Stonegate. Nell'episodio "I Am The Night", un criminale chiamato Jimmy "Jazzman" Peake venne imprigionato mentre aspettava il processo finché il penitenziario non fu completamente pieno.
- Nell'episodio "Night of the Huntress" della serie animata Batman: The Brave and the Bold, il penitenziario di Blackgate viene introdotto come la "prigione Blackgate". Babyface entrò nella prigione per liberare Skeleton Keys, Tweedledum e Tweedledee, Polecat Perkins, e Hammer Toes. Black Manta, Re degli Orologi, Cavalier, Dottor Polaris, False-Face, Felix Faust, Fun Haus, Kite Man, lo Spaventapasseri, Shark, Top e personaggi della serie di Batman degli anni '60 (Archer, Egghead, King Tut, e il Cappellaio Matto) vengono mostrati come carcerati che tentano l'evasione durante il raid di Babyface.
- Viene più volte nominato nella serie delle The CW Batwoman.

### Cinema
- Ci si riferisce al penitenziario di Blackgate in una parte di "Field Test" di Batman - Il cavaliere di Gotham. Dopo aver fermato una guerra tra gang tra gli uomini di Sal Maroni e i Russi al molo, Batman li trattiene e dice ai russi di tenersi il molo, a Sal Maroni di stare nella baraccopoli dicendogli "Questo è l'accordo finché non trovo qualcosa su di te. Dopodiché, potrai combattere per chi dovrà avere il letto di sopra a Blackgate. Afferrato?!"
- Nel film Il cavaliere oscuro - Il ritorno, nel penitenziario di Blackgate sono rinchiusi, senza condizionale, tutti i criminali arrestati in otto anni dal commissario Jim Gordon grazie al Decreto Dent, compresa, successivamente, Selina Kyle. È proprio dal penitenziario che Bane, l'antagonista del film, inizia la sua operazione per ridare ai cittadini di Gotham il controllo della città, rivelando i crimini di Harvey Dent e invitando i cittadini a liberare gli oppressi della corruzione, aprendo le celle della prigione.

### Letteratura
- Nel romanzo Batman: The Ultimate Evil, dell'autore Andrew Vachss, ci si riferisce alla prigione come alla "prigione Hellgate".

### Videogiochi
- In Batman: Arkham Asylum viene menzionato che un incendio al penitenziario di Blackgate ha costretto molti dei prigionieri ad essere temporaneamente rinchiusi nel manicomio di Arkham. In realtà, era tutta una messa in scena del Joker al fine di riavere i suoi scagnozzi ad Arkham per attuare il suo piano.
- In Batman: Arkham Origins sia l'inizio che il finale della storia si svolgono proprio all'interno del penitenziario di Blackgate.
- Lo spin-off Batman: Arkham Origins Blackgate è ambientato nel penitenziario.